# Ophiothrix dirrhabdota
Ophiothrix dirrhabdota är en ormstjärneart som beskrevs av Hubert Lyman Clark 1918. Ophiothrix dirrhabdota ingår i släktet Ophiothrix och familjen Ophiothrichidae. Inga underarter finns listade i Catalogue of Life.